# Charles Condamines
 (mars 2019).
 (mars 2019).
Charles Condamines, né le 8 novembre 1940 à Martrin et mort le 10 août 2020 à Juvisy-sur-Orge,  est un ex-prêtre et sociologue français aux convictions internationalistes.

## Biographie
Charles Condamines est né le 8 novembre 1940 dans une famille paysanne, nombreuse et catholique du sud Aveyron. Docteur en sociologie politique, il a préalablement étudié la philosophie à Rodez (grand séminaire), la théologie à Toulouse (faculté catholique) et les sciences politiques et sociales à Louvain.
Ordonné prêtre le 18 décembre 1965, il a été aumônier du lycée Fabre à Rodez, avant de rejoindre le diocèse de Talca au Chili. Il a vécu avec des étudiants dans les bidonvilles Arturo Prat et Che Guevara, enseigné à l’université et rejoint la Gauche chrétienne, une composante de l’Unité populaire présidée par Salvador Allende. Menacé de mort par le général Pinochet, il s’est réfugié à l’ambassade de France et a quitté le Chili. En désaccord avec l’attitude de l’église catholique avant et au moment du coup d’État (11 septembre 1973), il a demandé et obtenu sa réduction à l’état laïc.
À Paris, avec des réfugiés politiques et diverses personnalités françaises, il fonde les Amitiés franco-chiliennes, dont l'objectif était de soutenir la résistance et de dissuader les chrétiens de l’hexagone de suivre l’exemple de l’église chilienne.
En 1979, Charles Condamines est contacté par Frères des Hommes et intègre la direction de cette association d’aide au tiers-monde. En lien avec d’autres ONG (Terre des hommes, Peuples Solidaires), il organise la campagne Ici mieux se nourrir, là-bas vaincre la faim. L’idée générale : notre modèle de consommation exerce sur les ressources agricoles de la planète une pression inacceptable : nous devons la faire baisser notamment en réduisant notre consommation de viande. Le contexte politique (en octobre 1981), les media (surtout A2), les données diffusées et la mobilisation de nombreux groupes locaux donnèrent à cette campagne une audience considérable.
En 1983, elle déboucha sur une réforme de  l’aide alimentaire et la naissance d’Afrique Verte. À la CEE, la gestion des programmes d’aide alimentaire passa de la Direction de l’Agriculture à celle du Développement et une partie des budgets servit à financer des échanges de  nourriture entre régions excédentaires et régions déficitaires.
À partir de 1986, chercheur à l’ORSTOM (devenu Institut de Recherche pour le Développement), Charles Condamines s’intéresse aux Associations privées actives dans la coopération nord sud tout en assurant à l’école Polytechnique un séminaire sur les problèmes d’Amérique Latine.
En 1989,  en lien avec Panos Londres, il fonde  et dirige pendant 9 ans, l’Institut Panos Paris. Objectif : développer la  production et la diffusion d’informations écolos en Afrique.  L’émergence de medias indépendants (presse écrite et radio) s’impose rapidement comme un préalable. Parmi les  « pionniers » soutenus, il y a Alfa Omar Konaré qui sera le premier président démocratiquement élu du Mali. En outre l’Institut Panos Paris valorise la contribution des immigrés au développement de leur pays d’origine ; notamment en encourageant  des immigrés à aller  mettre leurs compétences au service de leurs villages d’origine.
Retraité, Charles Condamines a publié quelques nouvelles et fondé l’AMAP de Juvisy sur Orge . En 2015 il a accueilli chez lui pendant plusieurs mois 4 kurdes syriens demandeurs d’asile. Charles et sa femme Elisabeth ont eu deux enfants.